# Фарах, Хасан Абшир
Хасан Абшир Фарах (сомал. Xasan Abshir Faarax, араб. حسن ابشير فرح‎; 20 июня 1945, Гароуэ — 12 июля 2020, Турция) — сомалийский государственный и политический деятель. Ранее он занимал пост мэра Могадишо и министра внутренних дел автономного региона Пунтленд. С 12 ноября 2001 года по 8 ноября 2003 года он был премьер-министром Сомали. Также Фарах был депутатом Федерального парламента Сомали.

## Биография
Хасан Абшир Фарах родился в 1945 году в бывшем Итальянском Сомали. Происходит из субклана Маджиртин, клан Дарод. С 1961 по 1965 год он учился в средней школе в Могадишо, столице страны. Следующие два года он провёл в Египетской военной академии в Каире. С 1980 по 1986 год Хасан учился в Сомалийском национальном университете, где получил степень в области права.

### Политическая карьера

#### Мэр Могадишо
Политическая карьера Фараха началась в 1969 году, когда он был младшим членом военной хунты, взявшей под контроль Сомали в 1969 году при Мохамеде Сиаде Барре. Его первой официальной ролью была работа заместителем окружного комиссара Могадишо. В 1970-х Хасан был назначен мэром Могадишо. В течение этого периода он работал со Службой национальной безопасности, чтобы арестовать многих противников правительства. Фарах также был губернатором провинций Средняя Шабелле и Баколь и послом Сомали в Японии и Германии. Будучи губернатором, он выступал против растущей силы Демократического фронта сомалийского спасения, который сопротивлялся правлению Сиада Барре.

#### Министр внутренних дел Пунтленда
В декабре 1999 года, действуя в качестве министра внутренних дел автономного северо-восточного региона Пунтленд и работая под руководством президента Пунтленда Абдуллахи Юсуфа Ахмеда, Фарах приказал выселить трёх сотрудников НПО, сославшись на «неудовлетворительные услуги»: Эдди Джонса из Программы развития ООН (ПРООН) и Конференции ООН по торговле и развитию, Реммельта Хуммейна из ПРООН и Саида Аль-Наймари из ЮНИСЕФ.

#### Премьер-министр Сомали
Фарах был премьер-министром в Переходном национальном правительстве Сомали (ПНП) с 12 ноября 2001 года по 8 декабря 2003 года, когда тогдашний президент Абдулкасим Салад Хасан провёл заседание парламента, на котором был вынесен вотум недоверия премьер-министру и спикеру парламента Абдулле Дероу Исааку.
В течение первого месяца у власти Фарах сказал, что США будут приветствовать развёртывание войск в Сомали впервые после вывода американских войск из миссий ООН в 1990-х, а также для помощи в отслеживании террористической деятельности в стране. Он имел в виду названную США террористической организацией «аль-Итихад аль-Исламия». 15 декабря 2001 года он заявил, что в Сомали нет членов «Аль-Каиды», хотя конкурирующий военачальник утверждал, что в страну проникли 50 вооружённых боевиков этой организации.
Фарах был главным представителем Переходного национального правительства на Сомалийской конференции по примирению, состоявшейся в октябре 2002 года в Эльдорете, Кения. Однако эти усилия не привели к долгосрочному урегулированию, поскольку ПНП оспаривалось конкурирующим Советом по примирению и восстановлению Сомали. Заседания Сомалийской конференции по национальному примирению в июле 2003 года окончательно разрешили проблемы между правительством и советом, но к тому времени ПНП утратило большую часть своего импульса и финансирования. Трёхлетний мандат ПНП официально истёк в августе 2003 года, однако правительство продолжало действовать. В августе 2003 года президент Абдулкасим Салад сместил премьер-министра и спикера парламента. Чтобы официально закрепить это решение, в декабре 2003 года был проведён вотум недоверия парламента. В письме из Найроби Хасан Абшир и Абдалла Дероу Исаак заявили, что любые попытки продлить сроки действия ПНП были «неконституционными».

#### Переходное федеральное правительство
В 2004 году Хасан Абшир Фарах стал министром рыболовства нового Переходного федерального правительства. Он был в основном активен в Национальном мирном процессе в стране. В конце 2006 года Хасан Абшир получил контракт на сумму в 55 млн. $ на борьбу с пиратами от нью-йоркской компании Top Cat Marine Security.
1 августа 2006 года Фарах ушёл в отставку вместе с семью другими министрами в знак протеста против отсрочки премьер-министром Али Мохамедом Геди переговоров с Союзом исламских судов, сказав: «У нас не было другого выбора, кроме как уйти в отставку, потому что мы считаем, что если переговоры будут отложены снова, это повлияет на усилия по примирению».

#### Президентские выборы в Пунтленде
В 2008 году Фарах начал кампанию по баллотированию в президенты Пунтленда на выборах 2008 года. В январе следующего года Абдирахман Мохамуд Фароле был избран на этот пост.

#### Федеральный парламент
После создания Федерального правительства Сомали в августе 2012 года Фарах стал депутатом нового Федерального парламента.